# Stephanie Seymour
Stephanie Michelle Seymour (San Diego, 23 luglio 1968) è una supermodella statunitense.

## Carriera
Seconda di tre figli di una parrucchiera e di un immobiliarista californiano, Stephanie Seymour inizia all'età di quattordici anni la propria carriera nel campo della moda lavorando per alcune pubblicazioni locali. Nel 1983 partecipa al concorso Elite Model Look organizzato dall'agenzia Elite Model Management pur non vincendolo. A cavallo fra gli anni ottanta e i novanta, la Seymour compare in numerose edizioni di Sports Illustrated Swimsuit Issue, e sulla copertina di Vogue.
Dal 1995 inizia a sfilare per Victoria's Secret, e nel 1997 diventa un angelo di Victoria fino al 2000. Durante lo stesso periodo, la modella diventa una delle principali indossatrici di biancheria intima per i cataloghi di Victoria's Secret. Nel 1991 e poi nel 1994, la Seymour posa per Playboy. Nel 1998, la modella scrive Stephanie Seymour's Beauty Secrets for Dummies. Nel 2000 viene classificata alla posizione numero 91 della classifica delle 100 donne più sexy del 2000, stilata da FHM.
Nel 2006 viene scelta come protagonista della campagna pubblicitaria di Gap, insieme ai suoi figli. Per la campagna pubblicitaria di Salvatore Ferragamo 2007-2008 la Seymour, insieme a Claudia Schiffer, viene fotografata in alcune location in Italia da Mario Testino. La Seymour ha anche occasionalmente lavorato come attrice. Ha infatti recitato nel film Pollock (2000) e in un episodio della serie televisiva Law & Order: Criminal Intent (2002).

## Vita privata
Dal 1989 al 1990 è stata sposata con il chitarrista Tommy Andrews, dal quale nel 1990 ha avuto un figlio, Dylan Thomas Andrews. In seguito ha avuto una relazione con Axl Rose, cantante dei Guns N' Roses. La modella è infatti comparsa in due videoclip del gruppo: Don't Cry e November Rain. Ed è proprio in onore dei Guns N' Roses e dello stesso Axl Rose che la top model si è fatta tatuare un mazzo di rose sulla caviglia destra. La coppia si è separata nel 1993, dopo che Axl Rose l'ha accusata di infedeltà. Nel 1995 ha sposato Peter Brant, dal quale ha avuto tre figli: Peter Jr. (1994), Harry (1997-2021) e Lilly Margaret (2004).

## Agenzie
- Elite Model Management
- IMG Models - New York, Parigi
- Ford Models

## Filmografia

### Attrice
- Pollock, regia di Ed Harris (2000)
- Law & Order: Criminal Intent – serie TV, episodio 1x12 (2002)

## Doppiatrici italiane
Nelle versioni in italiano delle opere in cui ha recitato, Stephanie Seymour è stata doppiata da:
- Olivia Manescalchi in Law & Order: Criminal Intent